# The Solent
The Solent er en strækning af hav, der adskiller Isle of Wight fra fastlandet England. Den løber gennem og påvirker naturen i South Hampshire regionen, som består af Greater Portsmouth, Greater Southampton og Isle of Wight. 
Hampshires Solent er et yndet center for sejlsport og er kendt for at være et af de dyreste vande at krydse, med færge, i verden. Det ligger i læ af Isle of Wight og har et meget indviklet tidevandsmønster, som har været til gavn for og hjælp til Southamptons succes som havn. Portsmouth ligger på Solents bred. Spithead, et areal af Gilkicker Point nær Gosport er kendt som stedet, hvor den kongelige flåde bliver inspiceret af den, på det tidspunkt, tiltrådte monark. en:Fleet Review
50°47′12″N 1°17′42″V / 50.786666666667°N 1.295°V